# Linda Vilhjálmsdóttir

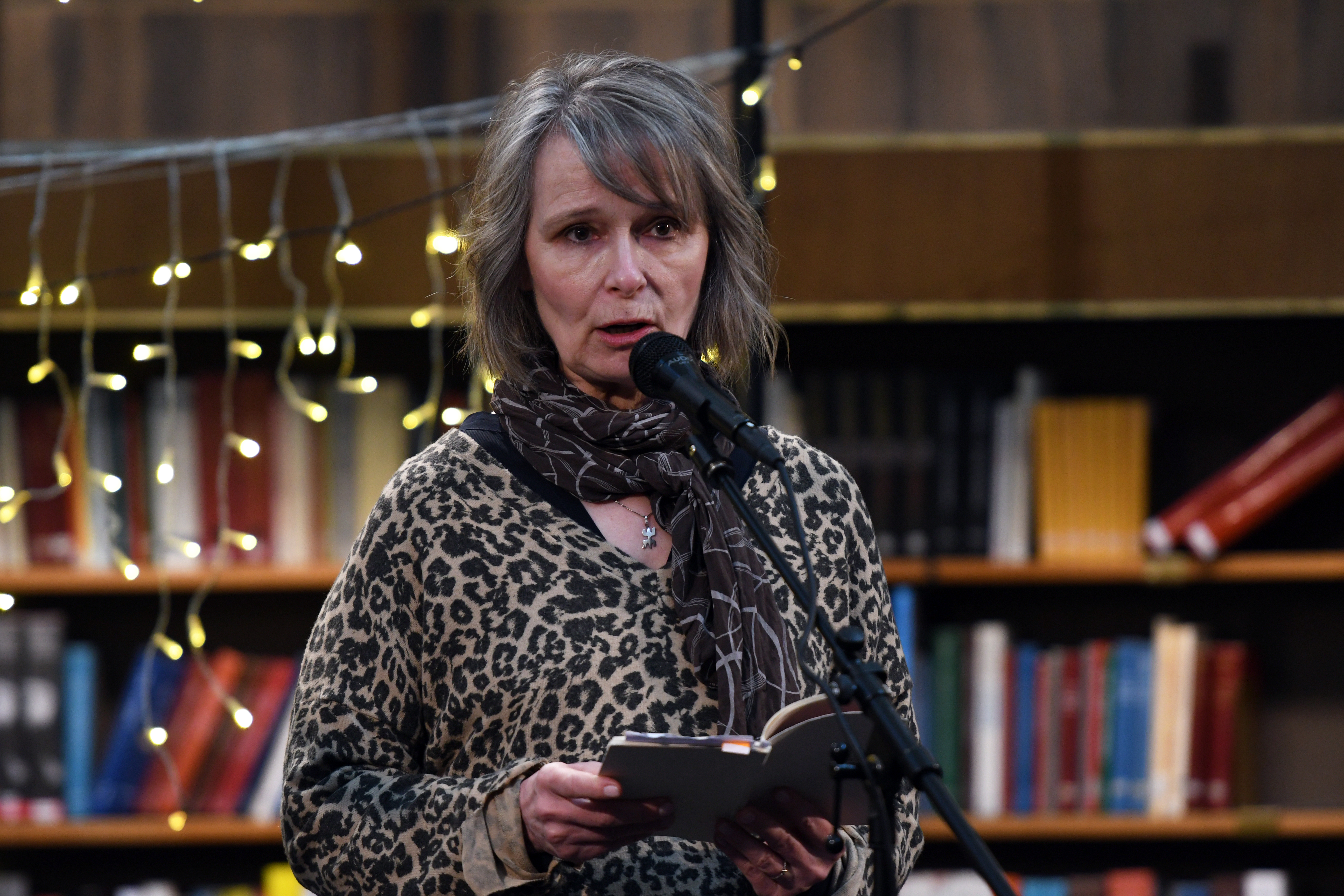
Linda Vilhjálmsdóttir, 2019

Linda Vilhjálmsdóttir (* 1. Juni 1958 in Reykjavík) ist eine isländische Schriftstellerin.
Sie studierte Gesundheits- und Krankenpflege und arbeitet neben ihrer literarischen Tätigkeit weiterhin in diesem Bereich. Linda Vilhjálmsdóttir ist besonders mit ihren Gedichten hervorgetreten, die zunächst in Zeitungen und Magazinen, seit 1990 auch in mehreren Gedichtbänden veröffentlicht wurden. Theaterstücke und „Poesie-Happenings“ von Linda Vilhjálmsdóttir wurden anderem im Stadttheater von Reykjavík aufgeführt. Mit dem Roman Lygasaga erschien 2003 ihr erstes Prosawerk.

## Auszeichnungen
- 1993: DV-Kulturpreis für den Gedichtband Klakabörnin („Eiskinder“).
- 2005: Ljóðastafur Jóns úr Vör-Preis für das Gedicht Sónata fyrir forynju og fylgirödd.
- 2010: Autorenpreis des isländischen Rundfunks RÚV.

## Werke
- Bláþráður. Mál og menning, Reykjavík 1990, ISBN 9979-3-0110-4 (Gedichte)
- Klakabörnin. Mál og menning, Reykjavík 1992, ISBN 9979-3-0454-5 (Gedichte)
- Valsar úr síðustu siglingu. Mál og menning, Reykjavík 1996, ISBN 9979-3-1339-0 (Gedichte)
- Öll fallegu orðin. Mál og menning, Reykjavík 2000, ISBN 9979-3-2048-6 (Gedichte)
- Lygasaga. Forlagið, Reykjavík 2003, ISBN 9979-53-461-3 (autobiographischer Roman)
- Frostfiðrildin. Mál og menning, Reykjavík 2006, ISBN 9979-3-2801-0 (Gedichte)
- Öll fallegu orðin / Alle schönen Worte ; Frostfiðrildin / Frostschmetterlinge. Münster : Kleinheinrich, 2011, ISBN 978-3-930754-65-6 (Gedichte; zweisprachig isländisch-deutsch)